# Audita tremendi

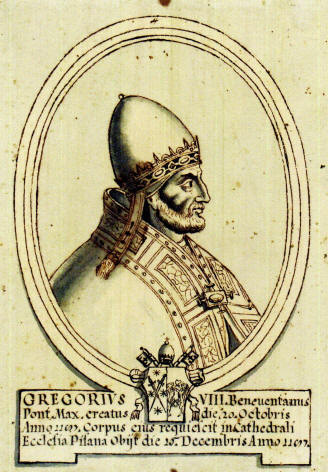
Boceto del Papa Gregorio VIII, realizado por artista del.

La bula Audita tremendi fue promulgada por el papa Gregorio VIII el 29 de octubre de 1187 al objeto de convocar la Tercera Cruzada.
Dicho llamamiento tuvo su causa en la derrota que sufrieron los ejércitos cristianos en la Batalla de Hattin.
El título de esta bula proviene de las dos primeras palabras con que se inicia:  Audita tremendi severitate judicii, quod super terram Jerusalem divina manus exercuit... (Oyendo el  terrible y severo juicio con que ha sido golpeada la tierra de Jerusalén por la mano divina…).
Al igual que la Quantum praedecessores, esta segunda “bula de cruzada” ofrecía a los participantes en la misma una indulgencia plenaria.
- Datos: Q758915